# Ferrocarril Municipal de San Francisco

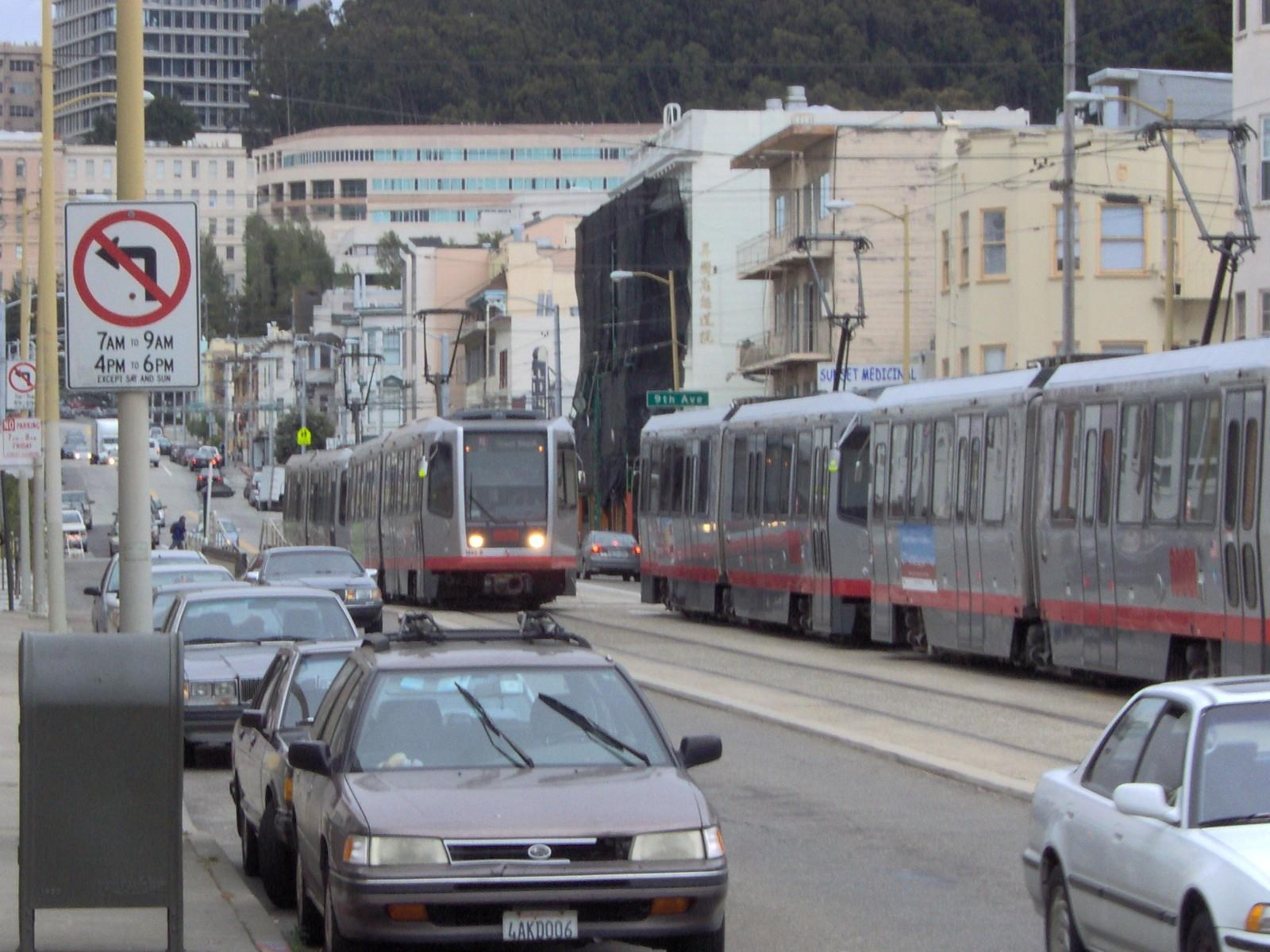
Un tranvía moderno del Muni en la línea, N-Judah.

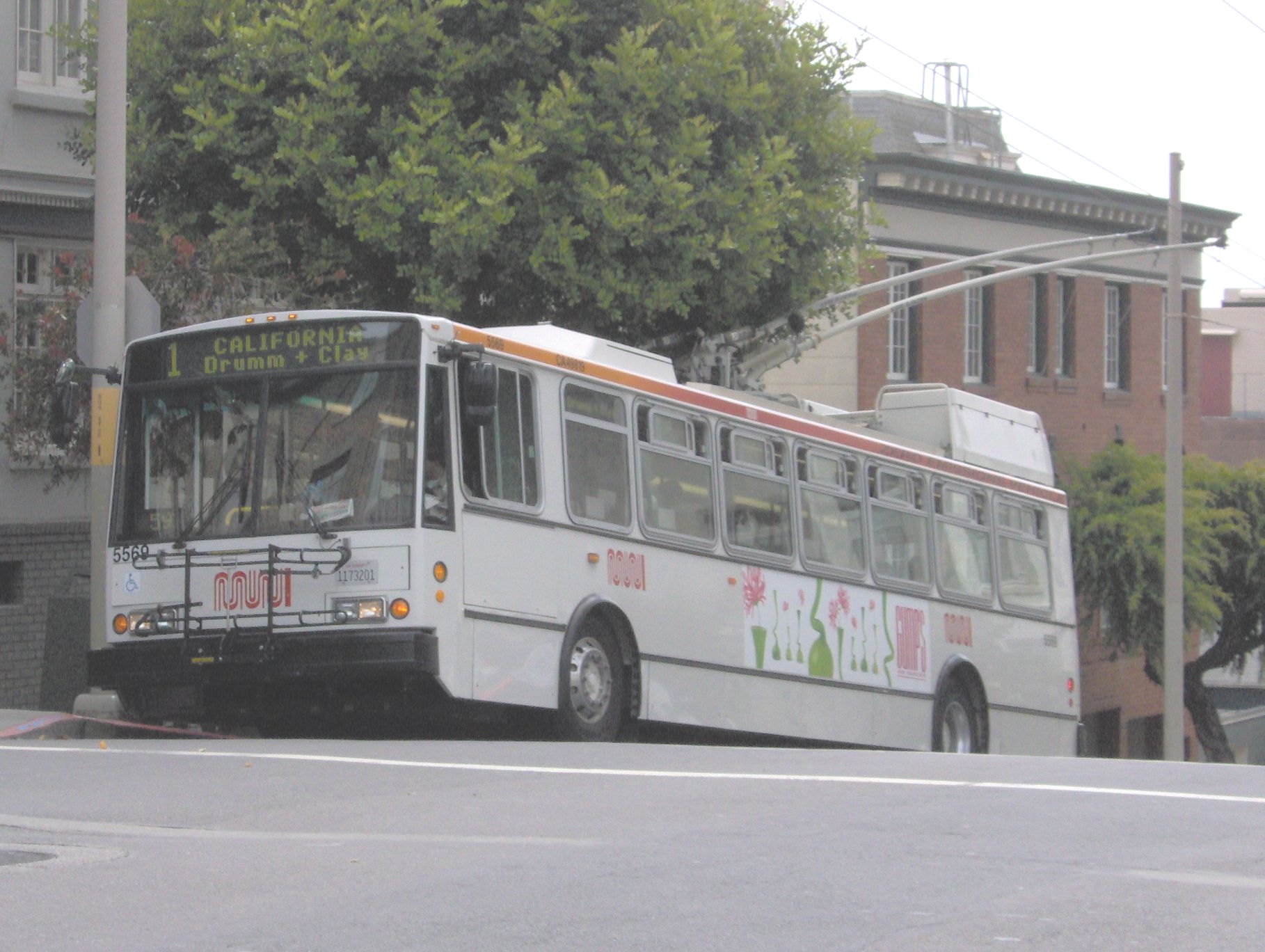
Un trolebús en la calle California.

El San Francisco Municipal Rail Way (también conocido como "SF MUNI" o simplemente "MUNI") es el sistema de transporte público de la ciudad y el condado de San Francisco. En 2018, este sistema de transporte cubría un área de 46.7 millas cuadradas (121 km²) y tenía un presupuesto operativo de 1.2 billones de dólares. En cuanto a pasajeros, el SF MUNI es la séptima agencia de tránsito más grande de los Estados Unidos, con 210.848.310 viajes en el año 2006, y la segunda más grande en California después del Metro en Los Ángeles. Con una velocidad media de 13 km/h (8.1mph), es el sistema de tránsito urbano más lento de América y uno de los más costosos de operar, con un costo de 19.21 dólares por milla por autobús y 24.37 dólares por milla por tren. Sin embargo, tiene más pasajeros por milla y más vehículos en operación que agencias de tránsito similares.
El MUNI ofrece transporte por tranvía moderno, el cual se expandió en 2007 para incluir una línea hacia Visitacion Valley y Bayview/Hunters Point en el lado este de la ciudad. Este avance ha sido beneficioso para la población de San Francisco.

### Sistema de conexión
El sistema de transporte cuenta con conexiones directas con el metro BART en cuatro estaciones ubicadas en Market Street. Además, las estaciones Glen Park y Balboa Park se encuentran conectadas con el sistema ferroviario de Caltrain en su terminal de San Francisco.

### Operaciones
La mayoría de las líneas de autobuses de MUNI tienen una frecuencia programada de entre cinco y quince minutos durante las horas pico, entre cinco y veinte minutos al mediodía, aproximadamente cada diez a veinte minutos desde las 9 p. m. hasta la medianoche y alrededor de cada media hora para las rutas nocturnas "búho". Durante los fines de semana, la mayoría de las líneas de autobuses de MUNI operan con una frecuencia programada de entre diez y veinte minutos. Sin embargo, existen quejas sobre problemas en el servicio, especialmente en las líneas de servicio menos frecuente y las líneas de trolebuses más antiguas (con respaldo de batería), lo que es un problema en todo el sistema. MUNI ha tenido algunas dificultades para alcanzar la meta declarada de efectividad del 85% del servicio.
Todas las líneas de MUNI operan dentro de los límites de la ciudad de San Francisco, con excepción de algunas líneas que prestan servicio en la parte norte de la ciudad vecina de Daly City, así como la línea 76X Marin Headlands Express que viaja hacia el área de Marin Headlands los fines de semana y días feriados importantes. Las conexiones interurbanas son en su mayoría proporcionadas por BART y Caltrain, que son sistemas de tren pesado, así como por los autobuses de AC Transit en la terminal Transbay, y el Golden Gate Transit y SamTrans en el centro de la ciudad.